# Vancleavea campi
La vancleavea (Vancleavea campi) è un rettile estinto appartenente agli arcosauriformi. Visse nel Triassico superiore (Carnico - Norico, circa 225 - 205 milioni di anni fa). I suoi resti fossili sono stati ritrovati in Nordamerica. 

## Descrizione
Questo animale possedeva un aspetto insolito, in particolare se raffrontato con quello degli altri arcosauriformi triassici. Il corpo, lungo circa 1,2 metri, era interamente ricoperto da una serie di ossa dermiche (osteodermi) embricate; le zampe, inoltre, erano molto corte e il cranio, anch'esso corto e alto, era estremamente ossificato. La finestra sopratemporale era assente; ciò potrebbe essere dato da una chiusura secondaria e non da un tratto primitivo (plesiomorfico). Le narici si aprivano dorsalmente (ovvero erano rivolte verso l'alto) e le fauci erano dotate di lunghe zanne simili a canini. Ogni osteoderma possedeva una carena centrale molto pronunciata e una proiezione anteriore. L'ilio di Vancleavea assomigliava stranamente a quello dei drepanosauri, un gruppo di rettili non strettamente imparentati. 
Anche la coda mostrava caratteristiche insolite: erano presenti una trentina di osteodermi allungati che formavano una sorta di pinna verticale lungo il margine superiore della coda; questa caratteristica è pressoché unica tra gli arcosauriformi e anche tra i rettili in generale, dal momento che solitamente i tetrapodi tendono a sviluppare le spine neurali per accrescere la profondità della coda.
La morfologia insolita di Vancleavea differiva sensibilmente da quella di qualunque altro arcosauriforme basale noto.

## Classificazione
Vancleavea campi venne descritta per la prima volta nel 1995 sulla base di resti rinvenuti nel 1962 nella Foresta Pietrificata in Arizona; in seguito vennero ascritti a questo animale altri fossili più completi nel 2009, rinvenuti nel Nuovo Messico nel famoso sito di Ghost Ranch. Vari resti frammentari di Vancleavea si rinvengono in numerosi livelli della formazione Chinle, in un arco di tempo che copre circa 20 milioni di anni. 
Uno studio filogenetico eseguito nel 2008 ha ipotizzato che Vancleavea fosse un arcosauriforme più evoluto (derivato) di Erythrosuchus, Proterosuchus e forse anche di Euparkeria. Un ulteriore studio del 2009 ha indicato che quest'ultimo animale fosse invece più affine agli arcosauri rispetto a Vancleavea. Non è chiaro nemmeno se tutti gli esemplari di Vancleavea appartenessero o meno a una medesima specie (V. campi). I resti potrebbero rappresentare un clade di specie strettamente imparentate fra loro che vissero per gran parte del Triassico superiore in Nordamerica, ma la scarsità e la frammentarietà dei resti fossili non permette analisi più approfondite. Le differenze negli osteodermi, così come la forma della tuberosità interna dell'omero in vari esemplari potrebbero suggerire l'appartenenza a diverse forme. 

## Paleobiologia
Alcune caratteristiche di Vancleavea indicherebbero uno stile di vita semiacquatico. Tra queste si ricordano il corpo allungato, le zampe corte e la coda alta e stretta. Le lunghe e robuste zanne caniniformi indicano chiaramente che Vancleavea era un predatore, che probabilmente si cibava di pesci.